# Guy Dupuy
Guy Dupuy (ur. 24 marca 1987 w Bobigny) – francuski koszykarz, występujący na pozycjach rzucającego obrońcy lub niskiego skrzydłowego, specjalizujący się w wykonywaniu wsadów do kosza (tzw. dunker), uważany za jednego z czołowych specjalistów w tej konkurencji, zwycięzca wielu międzynarodowych konkursów wsadów.

## Kariera
Jako pierwszy dunker w historii wykonał wsady t.j: pod nogą nad autem (podczas meczu gwiazd żeńskiej Euroligi w Gdyni, w 2011), za plecami nad autem, pod nogą nad człowiekiem jadącym na rowerze, za plecami nad człowiekiem jadącym na rowerze.  
W 2006, jako zaledwie 19-latek, został triumfatorem konkursu wsadów podczas meczu gwiazd francuskiej ligi LNB. 
17 stycznia 2010 wygrał konkurs wsadów brytyjskiej ligi BBL, pokonując w finale Kadiri Richarda.
Od 2011 występuje gościnnie podczas tras streetballowych - And 1 Live Tour. Reprezentował też ekipy Ball Up, Court Vision XL, czy Professional Basketball Alumni Association All Star team (PBAA). Z wyżej wymienionymi drużynami podróżował po całym świecie. W skład drużyny PBAA oprócz streetballerów wchodzili także byli zawodnicy NBA t.j: Allen Iverson, Dennis Rodman, Jason Williams, Nate Archibald, Vin Baker, Clifford Robinson, Kenny Anderson, Charles Smith, J.R. Reid, Damon Jones, Doug Christie, Zendon Hamilton (w sezonie 2006/2007 zawodnik Śląska Wrocław).
W 2017 wystąpił w amerykańskiej produkcji – Slamma Jamma, gdzie zagrał rolę dunkera Budiego Blankenshipa.
W 2018 zdobył srebrny medal podczas konkursu, który odbył się w ramach Pucharu Świata 3x3.
Wygrał prestiżowy konkurs Dunk King w USA, gdzie nagrodą główną było 100 000 dolarów. Podczas tej imprezy oświadczył się także publicznie swojej narzeczonej. 
Reprezentował w przeszłości grupę dunkerską Team Flight Brothers.

## Osiągnięcia
- Zwycięzca konkursu wsadów:
  - francuskiej ligi LNB (2006)[4]
  - brytyjskiej ligi BBL (2010)
  - The Dunk King (2017)
  - Germany's Reality Check (2013)[9]
  - Quai54 (2005–2007)[10]
  - BET Awards Dunk Contest (2014, 2015)[11][12]
  - Dunk League (2016)[13]
  - LA City Slam (2016)[14]
  - NYC Sprite Slam Dunk Showdown (2014)[15]
  - San Francisco NBA/Sprite Slam Dunk Showdown (2009)[16]
  - And1 Remix Dunk Contest (2013)[17]
  - Hoops4Hope Miami (2015)
- Wicemistrz konkursu wsadów:
  - Pucharu Świata 3x3 (2018)
  - ESPN City Slam (2008 - Chicago)
  - francuskiej ligi LNB (2007)
- Uczestnik konkursu wsadów francuskiej ligi LNB (2006, 2007, 2009)